# Muntanyes Santa Rosa (Califòrnia)

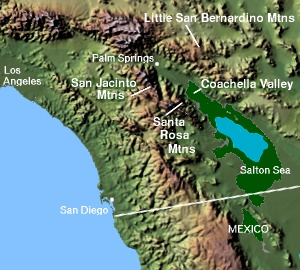
Les Santa Rosa Mountains, amb altres serralades del Coachella Valley.

Les Muntanyes Santa Rosa de Califòrnia, Santa Rosa Mountains, són una curta serralada de muntanyes dins el sistema de les Peninsular Ranges, situada a la Conca de Los Angeles i al nord-est de la Àrea metropolitana de San Diego als Estats Units.
Les Santa Rosa Mountains s'estenen durant uns 30 milles (48 km) al llarg de la part occidental de Coachella Valley dins els comtats de Riverside, San Diego, i Imperial al sud de Califòrnia.
El pic més alt és Toro Peak (de 2.657 m)

## Flora i fauna
La serralada Santa Rosa es troba dins les ecoregions de flora i fauna del Desert del Colorado i el chaparral montà de Califòrnia. Les plantes natives inclouen California Fan Palm (Washingtonia filifera). També hostatgen l'ovella endèmica Bighorn Sheep.